# パスタ・マスター
パスタ・マスターは、日本の音楽バンドである。

## 概要
2012年1月結成。2013年4月、1stCD「 GarLic!」をモナレコード（ウルトラ・ヴァイヴ）からリリース。ボーカルの茶茶禄之輔が作詞・作曲・編曲およびすべての演奏を手がけており、アコースティック・ファンクをベースにブルージーなコード進行を16ビートに乗せた楽曲が多い。演奏面においては、リズム構成のメインはアコースティック・ギターである。影響を受けたミュージシャンは、プリンス、キザイア・ジョーンズなどと言われ、1980年代風のシンプルでダンサブルなアンサンブルが特徴。

## リリース略歴
- GarLic!（2013）
- PePPer!（2014）